# 佐賀縣立佐賀商業高等學校
佐賀縣立佐賀商業高等學校是位於日本佐賀縣佐賀市神野東4丁目地區的公立高等學校。
其棒球部在1950年代起成為佐賀縣內的常勝軍，曾多次成為佐賀代表參加全國高等學校棒球錦標賽，至今已進軍夏季甲子園超過十次。

## 歷史
學校最初為佐賀市政府於1907年成立的實業學校，當時名為「佐賀市立佐賀商業學校」，設於當時佐賀城旁赤松町內屬於前領主鍋島氏所有擁有的建築內，1920年移交由佐賀縣政府管理後更名為「佐賀縣立佐賀商業學校」。
二次大戰末期，由於日本政府的戰時政策被要求改設為工業學校，因而在1944年更名為「佐賀縣立榮城工業學校」，不過僅兩年後由於戰爭結束，又恢復至原本的「佐賀縣立佐賀商業學校」。
1948年配合日本的學制改革更名為「佐賀縣立佐賀商業高等學校」，於1960年遷至現址。
1959年曾接受佐賀縣立武雄武雄高等學校的大町分校及佐賀縣立白石高等學校的分校，兩處校舍在整合後成為佐賀商的杵島分校，不過在1961年杵島分校就獨立為「佐賀縣立杵島商業高等學校」。